# Argiolestes parvulus
Argiolestes parvulus är en trollsländeart som beskrevs av Watson 1977. Argiolestes parvulus ingår i släktet Argiolestes och familjen Megapodagrionidae. Inga underarter finns listade i Catalogue of Life.